# Pavimento aziendale
Il pavimento aziendale è il pavimento utilizzato nei luoghi commerciali aperti al pubblico, nelle industrie o in tutti i luoghi dove si esercita un'attività aziendale o professionale. Sono utilizzati per esempio in negozi, supermercati, centri espositivi, centri commerciali e possono essere di varie tipologie:
- pavimenti in piastrelle di ceramica
- pavimenti galleggianti
- pavimenti in linoleum
- pavimenti in marmo
- pavimenti in granito
- pavimenti in legno
- pavimenti in resina

## Requisiti tecnici
Il pavimento commerciale deve essere una superficie di bell'aspetto, gradevole nel camminamento, non scivoloso e non deve evidenziare lo sporco. Il pavimento aziendale in generale, dal punto di vista tecnico deve essere resistente all'usura e ai carichi ripetuti nel tempo, deve essere di facile pulizia e in caso di grandi superfici deve essere resistente alle estensioni termiche grazie ai materiali e la tipologia di posa. In casi particolari ad esempio le piscine o le rampe d'accesso o in alcuni casi per gli scalini deve rispondere a criteri legali di prevenzione degli incidenti. Infine deve sempre rispettare le leggi sulla sicurezza del lavoro.